# 21412 Sinchanban
A 21412 Sinchanban (ideiglenes jelöléssel 1998 FJ67) a Naprendszer kisbolygóövében található aszteroida. A LINEAR projekt keretében fedezték fel 1998. március 20-án.